# Aflyd
Aflyd (af tysk Ablaut) er et vokalskifte mellem forskellige bøjninger og afledninger af samme rod. Aflyd er almindeligt på de semitiske og indoeuropæiske sprog.

## Indoeuropæisk
I indoeuropæisk skelnes der mellem kvalitativ aflyd (e ~ o) og kvantitativ aflyd (- ~ e, e ~ ē, o ~ō). Man taler i den forbindelse om forskellige aflydstrin: nultrin, fuldtrin, o-trin og langtrin (under indflydelse fra den indiske sprogvidenskab, der opfattede aflyden som en stigning: guna og vriddhi). Hvor den kvantitative aflyd er opstået under påvirkning af den indoeuropæiske accent, således at ubetonede stavelser regelmæssigt havde nultrin, er den kvalitative aflyds oprindelse uvis.

## Germansk
Aflyd er bevaret som en fast del af bøjningen af de stærke verber i de germanske sprog.
Det typiske er, at infinitiv og præsens har e (> germ. e/i), præteritum (singularis) har o (> germ. a) og participiet har nultrin: f.eks. indoeur. *bheudh- : *bhoudh- : *bhudh- > germ. *beudan : *baud : *budanaz > dansk byde : bød : budt eller indoeur. *bheid- : *bhoid- : *bhid- > germ. *bītan : *bait : *bitanaz > dansk bide : bed : bidt. Hvis nultrinnet førte til, at n, m, r, l kom til at stå som stavelsens kerne, indskød germansk regelmæssigt et u, f.eks. indoeur. *bhendh- : *bhondh- : *bhndh- > germ. *bindan : *band : *bundanaz > dansk binde : bandt : bundet.
En anden sjældnere type har *a (< indoeuropæisk *o) i infinitiv, præsens og participiet, men *ō i præteritum: Dansk fare : for : faret, tage : tog : taget.